# Trophonia pilosa
Trophonia pilosa är en ringmaskart som beskrevs av Sars 1869. Trophonia pilosa ingår i släktet Trophonia och familjen Flabelligeridae. Inga underarter finns listade i Catalogue of Life.